# Lahage
Lahage – miejscowość i gmina we Francji, w regionie Oksytania, w departamencie Górna Garonna.
Według danych na rok 1990 gminę zamieszkiwało 258 osób, a gęstość zaludnienia wynosiła 34 osób/km² (wśród 3020 gmin regionu Midi-Pireneje Lahage plasuje się na 806. miejscu pod względem liczby ludności, natomiast pod względem powierzchni na miejscu 1281.).